# ФК Победа Прилеп
ФК Победа је бивши фудбалски клуб из Прилепа у Северној Македонији, који се такмичио у Првој лиги Македоније.
Клуб је формиран 1941. године под именом „Гоце Делчев“, које 1950. мења у Победа Прилеп.
У СФРЈ шест пута је освојила првенство Македоније у сезонама: 1958/59, 1961/62, 1962/63, 1978/79, 1980/81 и 1985/86. Никад није успела да се пласира у Прву лигу Југославије иако је неколико пута била на корак до тога.
По одвајању од Југославије такмичио се у Првој лиги Македоније где је постизао добре резултате.
Утакмице је играо на стадиону Гоце Делчев у Прилепу који има капацитет од 15.000 гледалаца. Наступао је у црвено-белим дресовима.

## Успеси клуба
- Прва лига

Првак: 2003/04, 2006/07.
- Куп Македоније

Освајач: 2001/02.
Финалиста: 1999/00, 2006/07.

## Победа Прилеп у европским такмичењима
| Сезона  | Такмичење     | Ранг       | Земља                                            | Клуб                  | Резултат       |
| ------- | ------------- | ---------- | ------------------------------------------------ | --------------------- | -------------- |
| 1997/98 | УЕФА куп      | 1 коло кв. | Пољска                                           | ФК Odra Wodzisław     | 0-3, 2-1       |
| 1999    | Интертото куп | 1 коло     | Словачка                                         | Дукла Тренчин         | 3-1, 1-3 (wns) |
|         |               | 2 коло     | Италија                                          | Перуђа                | 0-0, 0-1       |
| 2000/01 | УЕФА куп      | коло кв.   | Румунија                                         | Универзитатеа Крајова | 1-1, 1-0       |
|         |               | 1 коло     | Италија                                          | Парма                 | 0-2, 0-4       |
| 2001    | Интертото куп | 1 коло     | Хрватска                                         | НК Загреб             | 1-1, 2-1       |
|         |               | 2 коло     | Турска                                           | Ризеспор              | 2-1, 2-0       |
|         |               | 3 коло     | Чешка                                            | Chmel Blšany          | 0-1, 0-0       |
| 2002/03 | УЕФА куп      | коло кв.   | Данска                                           | Мидтјиланд            | 2-0, 0-3       |
| 2003    | Интертото куп | 1 коло     | Словачка                                         | Спартак Трнава        | 2-1, 5-1       |
|         |               | 2 коло     | Аустрија                                         | Пашинг                | 1-1, 1-2       |
| 2004/05 | Лига шампиона | 1 коло кв. | Јерменија                                        | Пјуник                | 1-3, 1-1       |
| 2005    | Интертото куп | 1 коло     | Социјалистичка Федеративна Република Југославија | Сартид Смедерево      | 2-1, 1-0       |
|         |               | 2 коло     | Њемачка                                          | Хамбургер             | 1-4, 1-4       |
| 2006    | Интертото куп | 1 коло     | Румунија                                         | Фарул                 | 2-2, 0-2       |
| 2007/08 | Лига шампиона | 1 коло кв. | Естонија                                         | Левадија Талин        | 0-1, 0-0       |